# Givisiez
Givisiez (toponimo francese; in tedesco Siebenzach, desueto) è un comune svizzero di 3 199 abitanti del Canton Friburgo, nel distretto della Sarine.

## Monumenti e luoghi d'interesse

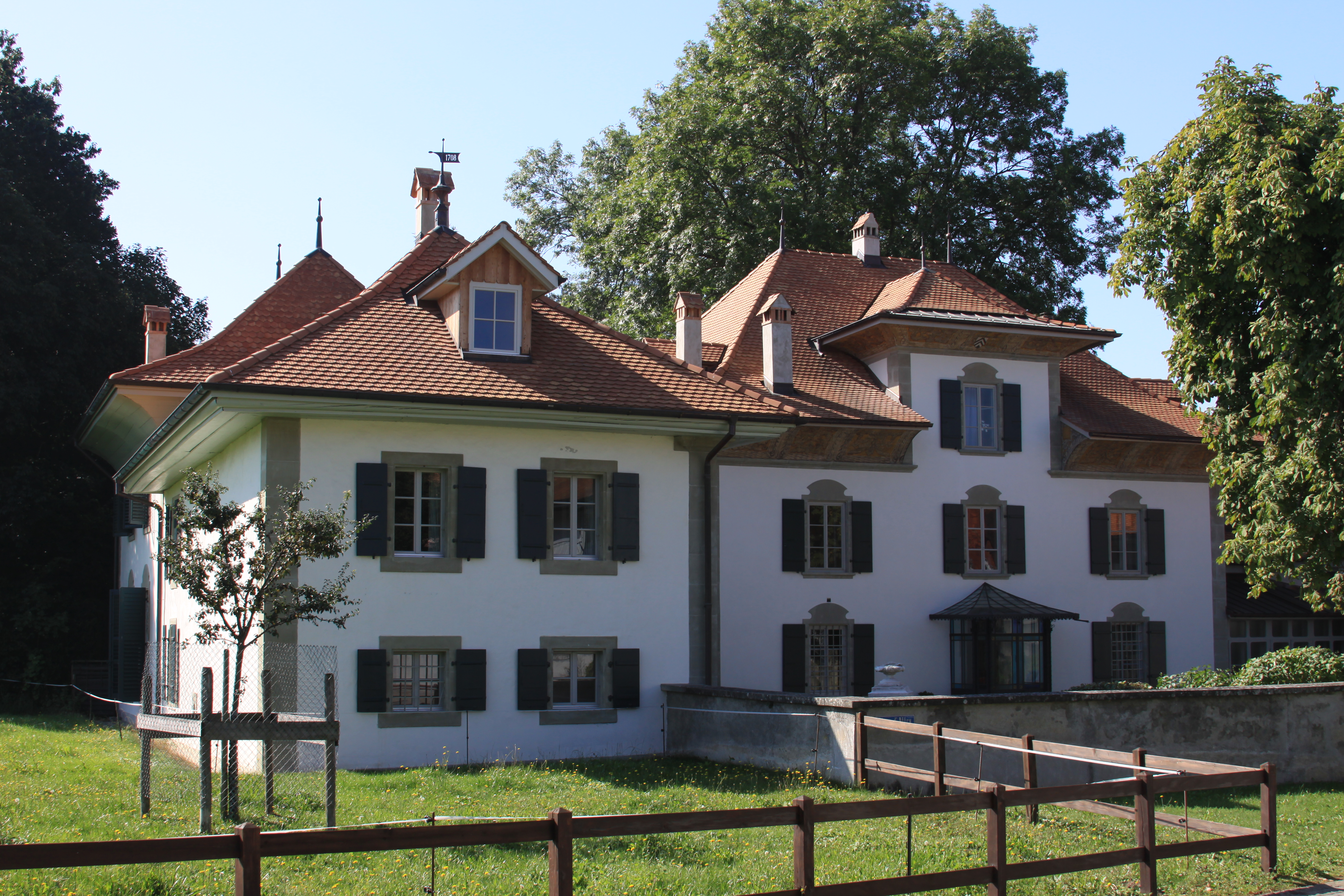
Il castello d'Affry

- Chiesa cattolica, attestata dal 1228[1];
- Castello d'Affry, eretto nel 1539[1].

## Società

### Evoluzione demografica
L'evoluzione demografica è riportata nella seguente tabella:
Abitanti censiti

## Economia
Vi ha sede l'azienda di attrezzature sportive Scott.

## Infrastrutture e trasporti
Givisiez è servito dall'omonima stazione sulle ferrovie Friburgo-Yverdon e Friburgo-Morat-Ins.

## Amministrazione
Ogni famiglia originaria del luogo fa parte del comune patriziale che ha la responsabilità della manutenzione di ogni bene comune.